# Mount Cobb
Mount Cobb é uma Região censo-designada localizada no estado norte-americano de Pensilvânia, no Condado de Lackawanna.

## Demografia
Segundo o censo norte-americano de 2000, a sua população era de 2140 habitantes.

## Geografia
De acordo com o United States Census Bureau tem uma área de
43,6 km², dos quais 43,1 km² cobertos por terra e 0,5 km² cobertos por água.

## Localidades na vizinhança
O diagrama seguinte representa as localidades num raio de 12 km ao redor de Mount Cobb.